# 29. juli
29. juli er dag 210 i året i den gregorianske kalender (dag 211 i skudår). Der er 155 dage tilbage af året. Denne dag er Ólavsøka, Færøernes nationaldag og højeste festlighed.

### Begivenheder
Født - Dødsfald
- 1030 - Den norske konge Olav den Hellige og hans mænd møder Kalv Arnesøn ved Stiklestad. Olav og en stor del af hans hær falder i slaget.
- 1282 - Kong Erik Klipping underskriver en håndfæstning og giver dermed afkald på den uindskrænkede kongemagt. Der indføres danehof, en slags parlament.
- 1565 - Skotlands dronning Marie Stuart gifter sig med sin fætter lord Darnley i Edinburgh.
- 1588 - Den engelske flåde under ledelse af Charles Howard og Francis Drake slår den spanske armada, som englænderne efterfølgende ironisk har kaldt "den uovervindelige" på mere end 130 skibe ud for Plymouth.
- 1814 - Der påbydes undervisningspligt for alle børn fra det 7. år til konfirmationen. Kommissionen har siddet siden 1789.
- 1836 - Triumfbuen i Paris indvies.
- 1920 - Den første luftpostflyvning over det amerikanske kontinent gennemføres fra New York til San Francisco. Det er ikke helt ufarligt: Af de første 40 piloter omkommer 31 i tjenesten. Der bliver regelmæssig drift fra 1924.
- 1930 - Luftskibet R100 tager ud på sin første passagerflyvning fra England til Canada.
- 1948 - I London åbnes de 14. olympiske lege i moderne tid på Wembley Stadion efter en pause på 12 år på grund af 2. verdenskrig.
- 1949 - BBC begynder regelmæssig udsendelse af vejrmeldinger.
- 1952 - Lis Hartel vinder sølv i skoleridning ved OL i Helsingfors.
- 1957 - Det Internationale Atomenergiagentur (IAEA) bliver grundlagt med hovedkvarter i Wien. Agenturet er FN's organ for fredelig udnyttelse af kerneenergi.
- 1958 - Det amerikanske rumfartsagentur NASA etableres på basis af forløberen NACA.
- 1967 - Under fejringen af byens 400-års jubilæum rammes Caracas i Venezuela af et jordskælv med omkring 500 døde til følge.
- 1973 - Ved en folkeafstemning i Grækenland godkendes det, at kongedømmet afskaffes, og at Georg Papadopoulos indsættes som præsident.
- 1975 - Ved et ublodigt militærkup i Nigeria afsættes general Yakubu Gowon, mens han er til topmøde i Organization of African Unity.
- 1979 - Nigeria nationaliserer British Petroleums resterende olieinteresser i landet.
- 1979   - 7 omkommer og 113 kvæstes, da den baskiske frihedsbevægelse ETA bomber to banegårde og en lufthavn i Spanien.
- 1981 - Prinsen af Wales og tronfølger til den engelske trone Charles vies til lady Diana Spencer i St Paul's Cathedral.
- 1987 - Rigsrevisionen kritiserer skarpt Feriefonden for i løbet af ét år at have bevilget det LO-ejede Dansk Folkeferie 547 mio kr, mens der kun er givet 15 mio kr til andre formål.
- 1988 - En ekspedition i Nordøstgrønland finder en hidtil ukendt beretning fra Mylius-Erichsens Danmark Ekspedition 1906-08.
- 1992 - Et nyt hold FN-inspektører gennemfører undersøgelsen af landbrugsministeriet i Irak uden at finde dokumenter eller materiale, som kan sættes i forbindelse med våbenprogrammer.
- 1992   - Den tidligere østtyske leder Erich Honecker ankommer til Berlin, sigtet for anklager om drab ved Berlinmuren. Honecker har tilbragt de seneste otte måneder i Chiles ambassade i Moskva.
- 1993 - Israels højesteret frikender den dødsdømte John Demjanjuk, der er anklaget for at være kz-bødlen Ivan den Grusomme for alle tiltalelser.
- 1994 - Den tidligere italienske premierminister Bettino Craxi idømmes 8½ års fængsel for bedrageri.
- 1994   - To personer, heraf en læge iført skudsikker vest, skydes og dræbes ud for en abortklinik af abortmodstandere i Florida.
- 1996 - Kina udløser en kerneeksplosion ved Lop Nor, som måler 4,3 på Richterskalaen.
- 2001 - Lance Armstrong vinder ved hjælp af doping Tour de France for tredje gang i træk. Sejrene er siden taget fra ham.
- 2005 - Michael E. Brown og et Mount Palomar-baseret astronomisk team offentliggør opdagelsen af dværgplaneten Eris. Opdagelsen blev gjort den 8. januar 2005 fra billeder taget den 21. oktober 2003.

### Født
- 1796 - Christian Winther, dansk digter (død 1876).
- 1805 - Alexis de Tocqueville, fransk historiker (død 1859).
- 1815 - Anker Heegaard, dansk fabrikant og jernstøber (død 1893).
- 1867 - Berthold Oppenheim, rabbiner af Olomouc, Mähren (død 1942).
- 1871 - Grigorij Rasputin, russisk munk og mystiker (død 1916).
- 1874 - August Stramm, tysk dramatiker (død 1915).
- 1878 - Jacob Saxtorph-Mikkelsen, dansk komponist og sanger (død 1951).
- 1883 - Benito Mussolini, italiensk diktator (død 1945).
- 1889 - Ernst Reuter, tysk politiker og borgmester (død 1953).
- 1897 - Aage Sikker Hansen, dansk (plakat)tegner (død 1955).
- 1900 - Eyvind Johnson, svensk forfatter og modtager af Nobelprisen i litteratur (død 1976).
- 1905 - Dag Hammarskjöld, svensk diplomat og FN-generalsekretær (død 1961).
- 1922 - Sven Tito Achen, dansk forfatter og heraldiker (død 1986).
- 1925 - Mikis Theodorakis, græsk komponist og forfatter (død 2021).
- 1927 - Harry Mulisch, hollandsk forfatter (død 2010).
- 1929 - Jean Baudrillard, fransk filosof (død 2007).
- 1935 - Klaus Pagh, dansk skuespiller, instruktør og teaterchef (død 2020).
- 1935   - Peter Schreier, tysk sanger (død 2019).
- 1937 - Alice Vestergaard, dansk journalist og redaktør.
- 1940 - Ole Lund Kirkegaard, dansk forfatter (død 1979).
- 1940   - Peter Poulsen, dansk forfatter.
- 1945 - Verner Gaard, dansk håndboldspiller (død 2006).
- 1949 - Hanne Rømer, dansk musiker og komponist.
- 1965 - Johnny Hansen, dansk musiker i Kandis.
- 1966 - Troels Bech, dansk tidligere fodboldspiller og nuværende -træner.
- 1970 - Kamal Qureshi, dansk folketingsmedlem.
- 1971 - Lisa Ekdahl, svensk sanger og sangskriver.
- 1981 - Fernando Alonso, spansk racerkører.

### Dødsfald
- 1030 - Olav den Hellige, norske konge (født 995).
- 1856 - Robert Schumann, tysk komponist (født 1810).
- 1890 - Vincent van Gogh, hollandsk maler (født 1853).
- 1900 - Umberto 1., italiensk konge (født 1844) - myrdet.
- 1900   - Sigbjørn Obstfelder, norsk digter (født 1866).
- 1926 - Sophus Falck, dansk virksomhedsgrundlægger (født 1864).
- 1974 - Cass Elliot, amerikansk sanger (The Mamas & the Papas) (født 1941).
- 1974   - Erich Kästner, tysk forfatter (født 1899).
- 1978 - Wesley La Violette, amerikansk komponist (født 1894).
- 1979 - Herbert Marcuse, tysk marxist, samfundsteoretiker og filosof (født 1898).
- 1983 - Luis Buñuel, spansk filminstruktør (født 1900).
- 1983 - David Niven, britisk filmskuespiller (født 1909).
- 1989 - Lily Broberg, dansk skuespiller (født 1923).
- 1990 - Bruno Kreisky, østrigsk politiker og forbundskansler (født 1911).
- 1996 - Erna Hamilton, dansk grevinde (født 1900).
- 2012 - John Stampe, dansk fodboldspiller og -træner (født 1957).
- 2021 - Carl Levin, amerikansk politiker og senator (født 1934)

|  | Denne datoartikel kan blive bedre, hvis der indsættes et (bedre) billede Du kan hjælpe ved at afsøge Wikimedia Commons for et passende billede eller uploade et godt billede til Wikimedia Commons iht. de tilladte licenser og indsætte det i artiklen. |